# The Terror (série télévisée)
Pour les articles homonymes, voir The Terror.
The Terror est une série télévisée américaine d'anthologie en vingt épisodes d'environ 45 minutes créée par David Kajganich et Soo Hugh et diffusée entre 26 mars 2018 et le 14 octobre 2019 sur AMC.
La première saison est l’adaptation du roman Terreur de Dan Simmons et revient sur l'expédition Franklin. La saison 2 est titrée The Terror: Infamy et se concentre sur les habitants de Terminal Island, durant la Seconde Guerre mondiale, en proie à des bakemono.
En France et en Belgique elle est disponible depuis le 27 mars 2018 (24 heures après la diffusion US) sur le service de vidéo à la demande Amazon Video. Elle reste inédite dans les autres pays francophones.

## Synopsis

### Première saison
En 1845, Sir John Franklin mène une expédition à la découverte du Passage du Nord-Ouest. Elle est composée du HMS Erebus, commandé par James Fitzjames, et du HMS Terror, placé sous l'autorité du commandant en second de l'expédition Francis Crozier. Bloqués dans les glaces au large de l'Île du Roi-Guillaume, les marins vont tenter de survivre entre le froid, la maladie et les attaques d'une étrange créature…

### Deuxième saison -Infamy
Durant la Seconde Guerre mondiale, une série de morts étranges hante une communauté américano-japonaise. Un jeune homme va tenter de comprendre et combattre l'entité malveillante responsable de ces décès.

## Fiche technique
- Titre : The Terror
  - Autre titre : The Terror: Infamy
- Création : David Kajganich et Soo Hugh
- Réalisation : Tim Mielants, Edward Berger et Sergio Mimica-Gezzan
- Scénario : Andres Fischer-Centeno, David Kajganich, Josh Parkinson, Vinnie Vilhelm, Soo Hugh et Gina Welch
- Musique : Marcus Fjellstrom
- Photographie : Frank van den Eeden, Kolja Brandt et Florian Hoffmeister
- Montage : Tim Murrell, Daniel Greenway et Andrew MacRitchie
- Distribution : Kate Rhodes James
- Création des décors : Jonathan McKinstry
- Direction artistique : Matthew Hywel-Davies
- Chef décorateur : Kevin Downey
- Création des costumes : Annie Symons
- Effets spéciaux de maquillage : Anna Kieber
- Supervision des effets spéciaux : Gabor Kiszelly
- Supervision des effets visuels : Eric Durst
  - Production exécutive : Guymon Casady, Scott Lambert, Ridley Scott, Dan Simmons, David W. Zucker, Soo Hugh, David Kajganich, Edward Berger, Max Borenstein et Alexander Woo
- Sociétés de production : American Movie Classics (AMC), Scott Free Productions, Entertainment 360, EMJAG Productions, AMC Studios
- Société de distribution : American Movie Classics (AMC)
- Pays d'origine :  États-Unis,  Hongrie et  Croatie
- Langue originale : anglais
- Genre : aventure et fantastique
- Version française :
  - Société de doublage : Chinkel
  - Direction artistique : José Luccioni
  - Adaptation des dialogues : 
    - Première saison : Aline Langel, Emeline Bruley et Sarah Lethimonnier
    - Deuxième saison : Aline Langel et Régis Ecosse

  - Adaptation des sous-titres : Caroline Mégret, Vanessa Azoulay

## Distribution

### Première saison

#### Acteurs principaux
- Jared Harris (VF : Bernard Lanneau) : le capitaine Francis Crozier, commandant du HMS Terror et commandant en second de l'expédition
- Tobias Menzies (VF : Antoine Nouel) : le capitaine James Fitzjames, commandant du HMS Erebus
- Paul Ready (VF : Marc Perez) : Henry Goodsir, anatomiste
- Adam Nagaitis (VF : Vincent Ropion) : Cornelius Hickey, quartier maître
- Ian Hart (VF : Bruno Dubernat) : Thomas Blanky
- Nive Nielsen : Lady Silence, chamane inuite
- Ciarán Hinds (VF : José Luccioni) : le capitaine John Franklin, commandant de l'expédition

#### Acteurs récurrents
- Christos Lawton (VF : Éric Aubrahn) : le lieutenant George Hodgson
- David Walmsley (VF : Ludovic Baugin) : le sergent Solomon Tozer
- Jack Colgrave Hirst (VF : Charles Pestel) : Tom Hartnell
- Liam Garrigan (VF : Tanguy Goasdoué) : Thomas Jopson
- Sebastian Armesto (VF : Gabriel Bismuth-Bienaimé) : Charles Des Vœux
- Matthew McNulty (VF : Yann Peira) : le lieutenant Edward Little[3]
- Mikey Collins (VF : Oscar Douieb) : Robert Golding
- Stephen Thompson : Magnus Manson
- Ronan Raftery (en) (VF : Fabrice Josso) : le lieutenant John Irving
- Chris Corrigan : John Diggle
- Edward Ashley (VF : Paolo Domingo) : William Gibson
- Anthony Flanagan (VF : William Coryn) : John Morfin
- Alistair Petrie (VF : Bernard Bollet) : Docteur Stephan S. Stanley
- Declan Hannigan : le lieutenant Henry Le Vesconte
- Kevin Guthrie (VF : Fabrice Trojani) : Henry Peglar
- Aaron Jeffcoate : Recrue William Pilkington
- Charlie Kelly (VF : Cédric Dumond) : Thomas Armitage
- Greta Scacchi (VF : Emmanuèle Bondeville) : Madame Jane Franklin
- Trystan Gravelle (VF : Mathias Kozlowski) : Henry Collins
- Charles Edwards (VF : Arnaud Arbessier) : Dr Alexander McDonald
- Sian Brooke (VF : Audrey Sourdive) : Sophia Cracroft
- John Lynch (VF : Arnaud Bedouët) : John Bridgens
- Guy Faulkner (VF : Didier Cherbuy) : Samuel Crispe
- Owen Good : Charles Best
- Richard Sutton (en) (VF : Philippe Vincent) : Sir James Clark Ross
- Mike Kelly (VF : Pascal Casanova) : John Gregory
- Tom Weston-Jones (VF : Damien Ferrette) : le lieutenant Graham Gore
- Richard Riddell (VF : Thibaut Belfodil) : le sergent David Bryant
- Sam Rintoul (VF : Tom Trouffier) : George Chambers
- James Laurenson (en) : Sir John Barrow
- Vin Hawke : George Barrow
- Clive Russell : John Ross
- Caroline Boulton : Mme Ann Ross

### Deuxième saison

#### Acteurs principaux
- Derek Mio (VF : Alexandre Nguyen) : Chester Nakayama
- Kiki Sukezane : Yuko Tanabe
- Cristina Rodlo (VF : Olivia Luccioni) : Luz Ojeda
- Shingo Usami (VF : Guy Chapellier) : Henry Nakayama
- Naoko Mori (VF : Malvina Germain) : Asako Nakayama
- Miki Ishikawa (VF : Geneviève Doang) : Amy Yoshida
- George Takei (VF : Marc Perez) : Nobuhiro Yamato

#### Acteurs récurrents
- Lee Shorten (VF : Jim Redler) : Walt Yoshida
- Hira Ambrosino (VF : Françoise Cadol) : Fumi Yoshida
- Alex Shimizu : Toshiro Furuya
- C. Thomas Howell (VF : Jérémie Covillault) : le major Hallowell Bowen
- Eiji Inoue (VF : Eilias Changuel) : Hideo Furuya
- Christopher Naoki Lee (VF : Adrien Larmande) : Ken Uehara
- William MacDonald (VF : Pascal Germain) : George Nicol
- Alma Martinez (VF : Emmanuelle Rivière) : Abuela Rocío Trujillo
- Hugo Ateo (VF : Gwendal Anglade) : Hector
- James Saito : Wilson Yoshida
- Reed Diamond (VF : Arnaud Arbessier) : le colonel Stallings
- Nathan Houle (VF : Didier Cherbuy) : MP Gimbel
- Juana Lerma Juárez : Paula
- Reilly Dolman (VF : Gauthier Battoue) : Marlon Harris
- Camille Martinez : Miss Antoinette
- Aya Furukawa : Sachiko
- Matthew Smalley : MP Nessler
- Hiro Kanagawa : Dr Kitamura
- Emi Kamito : Infirmière Hasegawa
- Marcus Toji (VF : Christophe Lemoine) : Arthur Ogawa
- Clayton Chitty : Recrue Burlingham
- Ruben Garfias : Bart Ojeda
- Naomi Simpson : Sœur Agatha
- Mia García : Elena

 Source et légende : version française (VF) sur RS Doublage

## Production
Le développement de la série remonte à 2013. AMC commande la série en mars 2016. Le casting débute en septembre, avec Tobias Menzies, Jared Harris, Ciaran Hinds, Paul Ready et Adam Nagaitis, Edward Ashley, Liam Garrigan et Ronan Raftery, ainsi que Matthew McNulty.
Le 22 juin 2018, la série est renouvelée pour une deuxième saison, qui se déroulera durant la Seconde Guerre mondiale.
En janvier 2020, AMC met la série sur pause en attente d'une histoire intéressante pour une éventuelle troisième saison.

### Tournage
Presque aucune scène de la première saison de la série n'a été tournée dans la glace, ni même en extérieur. L'ensemble du décor est entièrement généré par ordinateur, d'après la coproductrice de la série Soo Hugh interviewée par Indiewire. Les mêmes méthodes ont été employées que pour le tournage du film Seul sur Mars. Le film et la série ont été tournés à Budapest, en Hongrie. L'hiver hongrois était suffisamment froid pour la production. Certaines scènes (comme celles sur l'Île du Roi-Guillaume) ont été tournées sur l'île de Pag en Croatie.

## Épisodes

### Première saison (2018)
1. Jouer son va-tout (Go for Broke)
2. Le Lieutenant Gore (Gore)
3. L'Échelle (The Ladder)
4. Puni comme un simple mousse (Punished, as a Boy)
5. Pas de seconde chance (First Shot a Winner, Lads)
6. Répit (A Mercy)
7. L'Horreur et le souper (Horrible from Supper)
8. Le Camp est sécurisé (Terror Camp Clear)
9. La Mer, la mer, la haute mer (The C, the C, the Open C)
10. Nous sommes partis (We Are Gone)

### Deuxième saison:Infamy(2019)
Elle est diffusée depuis le 12 août 2019.
1. Un moineau dans un nid d'hirondelles (A Sparrow in a Swallow's Nest)
2. Tous les démons en Enfer (All the Demons Are Still in Hell)
3. Gaman (Gaman)
4. Les Faibles se font manger (The Weak Are Meat)
5. Éclater comme une perle (Shatter Like a Pearl)
6. Taizo (Taizo)
7. Mon monde parfait (My Perfect World)
8. Mon petit garçon (My Sweet Boy)
9. Viens m'attraper (Come and Get Me)
10. Dans l'au-delà (Into the Afterlife)

## Réception
La série reçoit des critiques très positives. Sur le site internet Allociné, les spectateurs lui donnent une note moyenne de 4,1/5.